# Волчанский техникум механизации сельского хозяйства
Волчанский техникум механизации сельского хозяйства Харьковского национального технического университета сельского хозяйства имени П. М. Василенко — высшее учебное заведение в городе Волчанск Харьковской области.

## История
Волчанский техникум механизации сельского хозяйства был создан в октябре 1931 года. на базе открытой 17 мая 1927 года профессионально-технической школы и изначально осуществлял подготовку по двум специальностям: «механизация сельского хозяйства» и «сельскохозяйственное строительство».
После начала индустриализации СССР потребность в подготовке квалифицированных рабочих увеличилась, и в 1936 году при техникуме была открыта школа механизации (готовившая трактористов, шофёров, механиков, комбайнеров и слесарей до закрытия в 1941 году).
После начала Великой Отечественной войны техникум прекратил образовательную деятельность, в здании был открыт призывной пункт, часть выпускников была направлена для прохождения военной службы (в основном они служили в танковых войсках и передвижных авторемонтных мастерских).
В ходе боевых действий 1941—1943 гг. и в период немецкой оккупации техникум был разрушен, но после освобождения города в феврале 1943 года началось его восстановление. Уже в феврале 1943 года одновременно с реконструкцией учебного корпуса и производственных мастерских была набрана первая группа из 30 учеников, а в 1944 году техникум восстановил учебный процесс.
В 1952 году в техникуме было открыто заочное отделение.
В 1965 году техникум начал подготовку по специальности «механизация и электрификация животноводческой отрасли».
В 1974 году был построен и введён в эксплуатацию новый учебный корпус, в 1979 году — хозяйственно-бытовой корпус и спортплощадка, в 1987 году — общежитие на 200 мест.
После провозглашения независимости Украины техникум был передан в ведение министерства сельского хозяйства и продовольствия Украины.
В марте 1995 года Верховная Рада Украины внесла техникум в перечень предприятий, учреждений и организаций, приватизация которых запрещена в связи с их общегосударственным значением.
В соответствии с постановлением Кабинета министров Украины № 526 от 29 мая 1997 года техникум стал филиалом Красноградского техникума механизации сельского хозяйства имени Ф. А. Тимошенко.
В 2001 году техникум начал подготовку по специальности «бухгалтерский учёт».
В соответствии с постановлением Кабинета министров Украины № 1537 от 17 ноября 2001 года, 17 января 2002 года учебное заведение было реорганизовано в Волчанский техникум механизации сельского хозяйства Харьковского государственного технического университета сельского хозяйства имени П. М. Василенко.
В феврале 2015 года техникум был передан в ведение министерства образования и науки Украины.

## Современное состояние
Техникум является высшим учебным заведением I уровня аккредитации.

## Известные выпускники
- Будянский, Василий Иванович